# Vučkovica (gmina Knić)
Vučkovica (cyr. Вучковица) – wieś w Serbii, w okręgu szumadijskim, w gminie Knić. W 2011 roku liczyła 699 mieszkańców.